# الأستاذ (2023)
الأستاذ (2023) هو فيلم درامي فلسطيني للمخرجة الفلسطينية فرح النابلسي. عُرض لأول مرة في مهرجان تورنتو السينمائي الدولي الثامن والأربعين في 9 سبتمبر 2023، وأصدرت مجلة فارايتي مقطعًا حصريًا من الفيلم قبل يومين من عرضه الأول.

## أحداث الفيلم
تدور أحداث الفيلم في فلسطين مع باسم وهو مدرس فلسطيني يجد نفسه محاصرًا بين التزامه بالمقاومة السياسية ودوره كأب لأحد طلابه آدم. وهو عبارة عن دراما إنسانية تدور أحداثها في مشهد سياسي.

## طاقم التمثيل
شارك في أنجاز الفيلم كل من:
- صالح بكري في دور باسم الصالح.

- إيموجين بوتس في دور ليزا.
- إيموجين بوتس.
- ستانلي تاونزيند.

- ربي بلال.

- أندريا إيرفين.

- نبيل الراعي.

## نقد الفيلم
قال تايلور أنتريم من مجلة فوج بالفيلم باعتباره "أول فيلم رائع للمخرجة البريطانية الفلسطينية فرح نابلسي" و"تأثر وانجذب إلى استكشاف الفيلم للغضب والحزن الفلسطيني"، بما في ذلك الفيلم باعتباره أحد 10 أفلام من مهرجان تورنتو السينمائي تستحق الإثارة". وصفت شيري ليندن من هوليوود ريبورتر الفيلم بأنه آسر ويفتح العيون و"استكشاف حميمي للحياة في فلسطين المحتلة"، وأشادت بالممثلين. وأشاد تيم جريرسون من سكرين ديلي بنابلسي "لمعالجة قضية شائكة بالتعقيد، وصياغة دراما ذات عدة خيوط تمتد في جميع الاتجاهات المختلفة، موضحة كيف يؤثر النزاع الإسرائيلي الفلسطيني على الكثيرين في المنطقة".
أطلق أليكس ريتمان من هوليوود ريبورتر على الفيلم اسم "جوهرة تورنتو المخفية" وصنفت (Screen Daily) فيلم الاستاذ كواحد من 20 عنوانًا بارز من تورنتو 2023. على الرغم من الاعتراف بـ "التوازن الضروري" الذي قدمه الفيلم "في مناخ حيث يتم منح وجهات النظر الفلسطينية حول الصراع فرصة محدودة لتعرض.

## الأوسمة والجوائز
تم إدراج فيلم الاستاذ في القائمة الطويلة لجوائز الأفلام المستقلة البريطانية 2023 في ثلاث فئات: أفضل مخرج لأول مرة، وأفضل كاتب سيناريو لأول مرة، ومنتج رائد في مهرجان البحر الأحمر السينمائي الدولي في ديسمبر 2023، حصل الفيلم على جائزة لجنة التحكيم وفاز صالح بكري بجائزة أفضل ممثل. وفاز الفيلم بالعديد من جوائز الجمهور من مهرجانات الأفلام الدولية المختلفة، بما في ذلك مهرجان سان فرانسيسكو السينمائي الدولي، مهرجان بروكلين السينمائي، مهرجان كوزموراما وأيام قبرص السينمائية. ونال صالح بكري العديد من الجوائز عن أدائه في فيلم المعلم بما في ذلك في مهرجان بلغراد السينمائي.